# 亞歷山德里夫卡 (布拉吉尼夫卡市鎮)
48°29′32″N 36°18′36″E / 48.49222°N 36.31000°E
亞歷山德里夫卡（烏克蘭語：Олександрівка），是烏克蘭的村落，位於該國中部第聶伯羅彼得羅夫斯克州，由錫內利尼科韋區的布拉吉尼夫卡市鎮負責管轄，距離布拉吉尼夫卡1.5公里，海拔高度129米，2001年人口139。